# دوق ليمبورخ

شعار دوقات ليمبورخ

كونتات ليمبورخ كانوا الحكام الأصليين لدوقية ليمبورغ ووصلوا للحكم عندما تم تعيين أحد عائلاتهم دوق لورين المنخفضة.
وعلى الرغم من أن لورين سرعان ما صودرتإلا أنه تم الاحتفاظ بلقب الدوقية داخل الأسرة، وتم نقله إلى مقاطعة ليمبورغ، التي تم التصديق عليها في نهاية المطاف من قبل الإمبراطور الروماني. 